# Trichosteleum subcucullifolium
Trichosteleum subcucullifolium är en bladmossart som beskrevs av Jean Édouard Gabriel Narcisse Paris och Brotherus 1908. Trichosteleum subcucullifolium ingår i släktet Trichosteleum och familjen Sematophyllaceae. Inga underarter finns listade i Catalogue of Life.